# Кокко, Ялмар Матвеевич
Ялмар Матвеевич Кокко (1898—1941 (по другим данным 1894—1940) — советский борец классического стиля, чемпион и призёр чемпионатов СССР.

## Биография
В 1914—1918 годах — член Социал-демократической партии Финляндии, участник гражданской войны в Финляндии (1918) в составе Красной гвардии Финляндии. После поражения «красных финнов» бежал в Советскую Россию.
В 1921—1923 годах учился в Петроградской Интернациональной военной школе, участник похода по тылам противника под командованием Тойво Антикайнена в 1922 году. В 1923—1926 преподавал военно-спортивные дисциплины в Интернациональной военной школе.
В 1932—1937 годах в Автономной Карельской ССР, работал тренером по классической борьбе в спортивной школе Комитета по делам физкультуры и спорта при СНК АКССР. Воспитал плеяду карельских борцов, успешно выступавших на всесоюзной спортивной арене. Был судьей 1-й категории при судейской коллегии Высшего совета физической культуры АКССР. Судья всесоюзной категории (1937).
С 1937 года в Ленинграде преподавал в Институте физической культуры им. Лесгафта спортивную борьбу. Участник советско-финской войны (1939—1940).
С началом Великой Отечественной войны добровольцем ушел на фронт. По официальным сведениям пропал без вести при выполнении боевого задания в декабре 1941 года. По другой версии отряд Кокко, состоящий из спортсменов, владеющих финским языком, и предназначенный для выполнения специальных заданий, попал в засаду в районе города Сортавала. Все члены отряда были расстреляны.
По другим данным погиб в 1940 году, приводятся также данные о гибели в 1944 году.

## Спортивные результаты
- Чемпионат СССР по классической борьбе 1926 года — ;
- Чемпионат СССР по классической борьбе 1928 года — ;